# Uranophora albipuncta
Uranophora albipuncta är en fjärilsart som beskrevs av Druce 1905. Uranophora albipuncta ingår i släktet Uranophora och familjen björnspinnare. Inga underarter finns listade i Catalogue of Life.